# OK Petroleum AB
OK Petroleum AB (OKP) var ett svenskt oljebolag, som bedrev raffinering av petroleum samt försäljning av petroleumprodukter under varumärket OK.
OK Petroleum AB bildades 1986 genom att statliga Svenska Petroleum AB gick samman med delar av Oljekonsumenternas förbund (OK) och bildade ett nytt företag, i vilket också det av finländska staten ägda Neste Oy ingick som ägare. Oljekonsumenternas förbunds ägande övertogs senare av KF Industri AB. I det nybildade bolaget ingick andelar av BP:s raffinaderi i Göteborg och i Scanraff i Lysekil, samt bensinstationer som sålde bränsle under varumärkena SP och OK.
OK Petroleum AB var också majoritetsägare i dotterbolaget Svenska Petroleum Exploration AB. Från 1990 hade dock detta företag en självständig ställning med staten som majoritetsägare, men överläts enligt ett riksdagsbeslut i april 1991 till OK Petroleum AB med betalning genom en till staten riktad nyemission av aktier i OK Petroleum. I affären ingick att KF Industri och Neste skulle kunna förvärva nyemitterade aktier av staten, så att den inbördes aktiefördelningen ej skulle förändras.
OK Petroleum AB köpte 50% av Texacos bensinstationskedja 1989. År 1991 köptes resterande del av BP:s raffinaderi i Göteborg. År 1994 köpte OK Petroleum resterande 50 % av Texacos svenska verksamhet. 
OK Petroleum AB köptes 1994 av Corral Petroleum Holdings, ägt av Mohammed Al-Amoudi. Företaget delades 1995, varefter den större delen bytte namn till Preem 1996. Varumärket OK fortsatte att användas i den del som övertogs av Oljekonsumenternas förbund, där det nyttjades fram till 1998, för att ersättas av OKQ8.